# Grågul frostmätare
Grågul frostmätare (Agriopis marginaria) är en fjärilsart som först beskrevs av Johan Christian Fabricius 1776.  Grågul frostmätare ingår i släktet Agriopis, och familjen mätare. Arten är reproducerande i Sverige.

## Bildgalleri

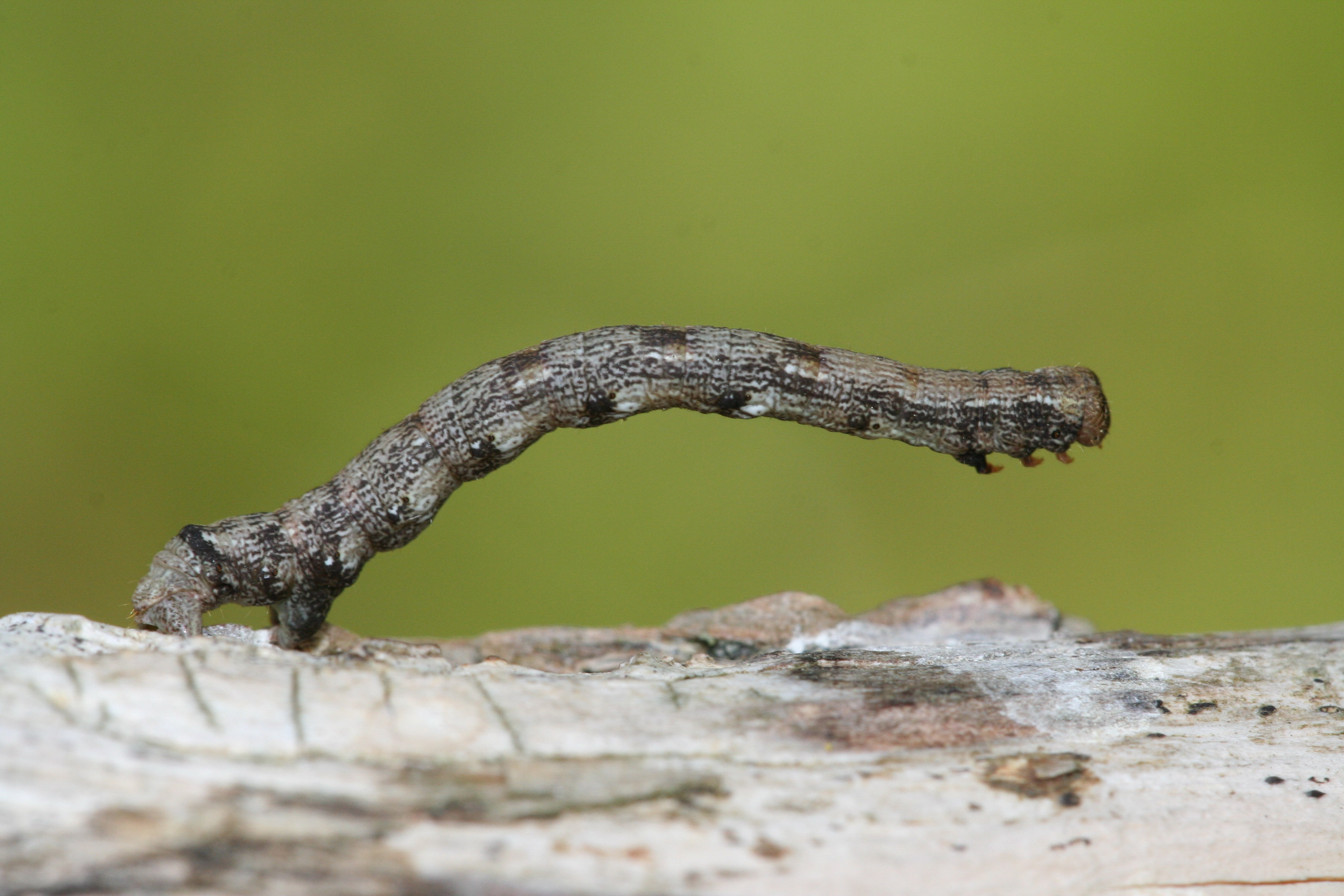
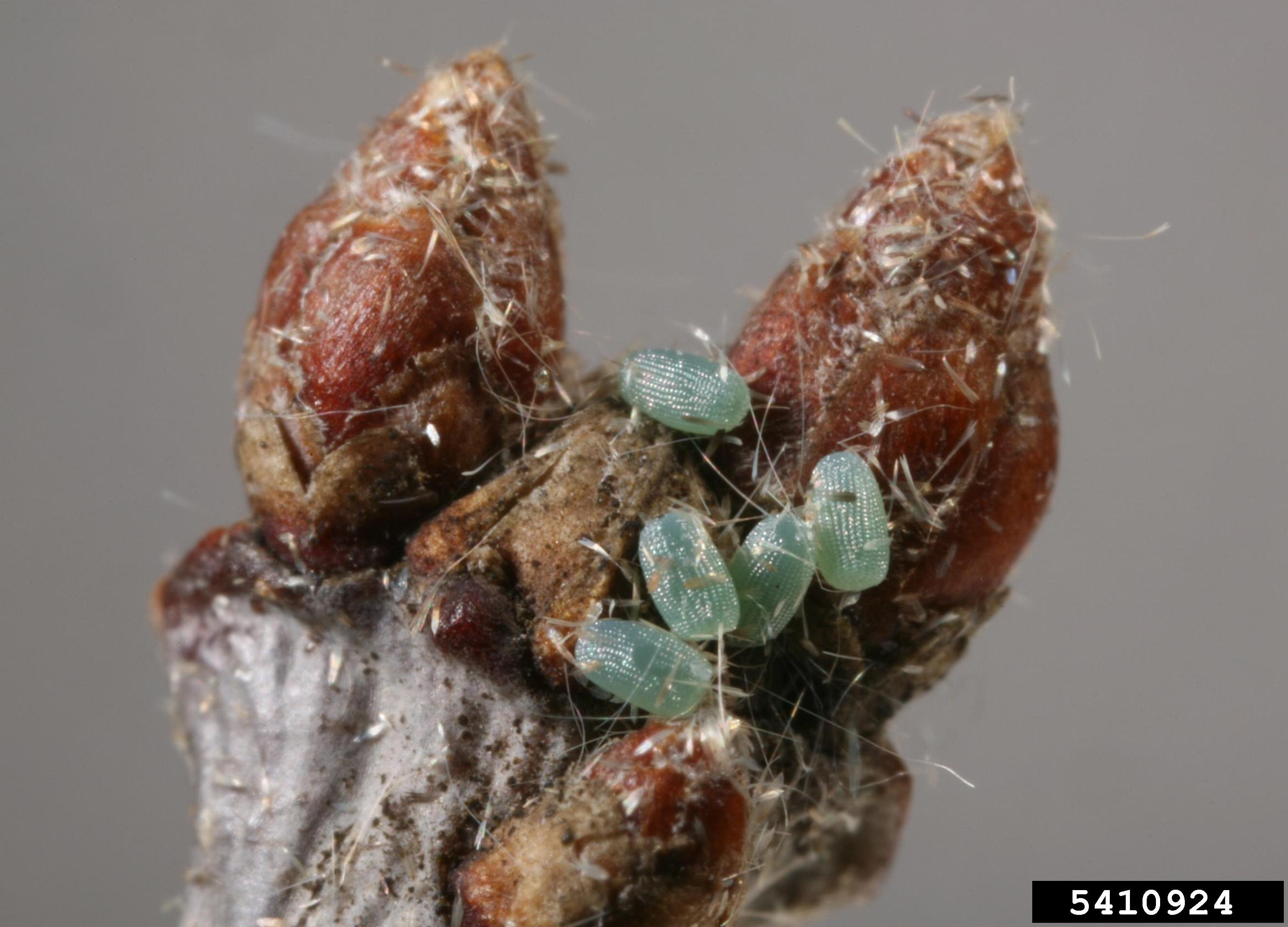